# Lois Gibbs

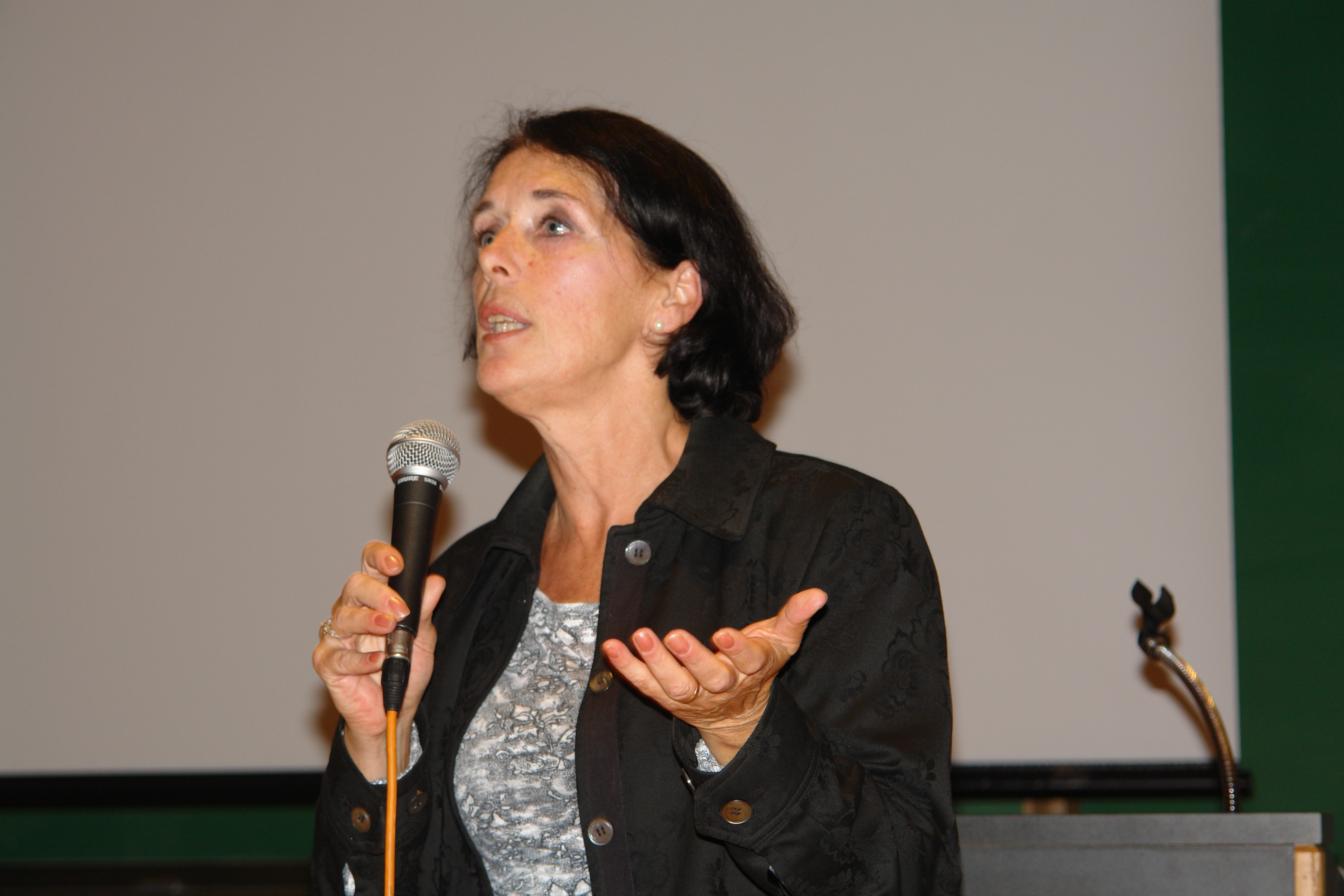
Lois Gibbs

Lois Marie Gibbs (sinh ngày 25 tháng 6 năm 1951) là nhà hoạt động bảo vệ môi trường người Mỹ.

## Hoạt động
Gibbs bắt đầu hoạt động bảo vệ môi trường từ năm 1978 khi bà phát hiện ra rằng ngôi trường tiểu học của đứa con trai 5 tuổi của mình ở Niagara Falls, New York được xây trên bãi đổ rác có chất độc. Việc điều tra thêm đã phát hiện ra là toàn bộ khu láng giềng Love Canal của mình cũng được xây dựng trên đỉnh của bãi rác thải độc hại này.
Dù chưa có kinh nghiệm trong lãnh vực hoạt động cộng đồng, nhưng Gibbs cũng vận động các người hàng xóm, lập ra hiệp hội "Love Canal Homeowners Association". Bà dẫn đầu cộng đồng của mình đấu tranh chống lại chính quyền địa phương, chính quyền tiểu bang và chính phủ liên bang. Sau nhiều năm tranh đấu, rốt cuộc 833 gia đình cũng được di tản, và việc dọn dẹp rác thải độc hại ở Love Canal được bắt đầu. Báo chí quốc gia đưa tin rộng rãi về vụ này đã làm cho tên tuổi của Lois Gibbs trở nên quen thuộc. Các nỗ lực của bà cũng dẫn tới việc tạo ra Đạo luật trách nhiệm pháp lý và Bồi thường, đáp ứng toàn diện môi trường của Cơ quan Bảo vệ Môi sinh Hoa Kỳ (United States Environmental Protection Agency) cũng gọi là Superfund (Siêu quỹ), được dùng để xác định vị trí và dọn sạch chất thải độc hại khắp Hoa Kỳ.
Năm 1980, Gibbs lập ra tổ chức "Citizens' Clearinghouse for Hazardous Waste", sau đổi tên là Center for Health, Environment and Justice (viết tắt là CHEJ), nơi bà hiện làm giám đốc điều hành. CHEJ là một trung tâm báo động khủng hoảng môi trường của quần chúng, nhằm cung cấp thông tin, phương cách, trợ giúp kỹ thuật và huấn luyện cho các nhóm cộng đồng trong cả nước. CHEJ cũng tìm cách lập ra các tổ chức địa phương mạnh mẽ để bảo vệ láng giềng khỏi rác thải nguy hiểm.
Gibbs đã viết nhiều sách về vụ "Love Canal" và ảnh hưởng của rác thải độc hại. Năm 1982, chuyện của bà đã được quay thành phim truyền hình mang tên Lois Gibbs: the Love Canal Story, trong đó vai của bà do Marsha Mason diễn.

## Giải thưởng và Vinh dự
- 1990 Giải Môi trường Goldman
- 1999 Giải Heinz hàng năm về Môi trường lần thứ 5 [7]
- 2006 Tiến sĩ danh dự của Haverford College[4]
- 2009 Tiến sĩ danh dự của Green Mountain College